# Gregg Rainwater
Gregg Andrew Rainwater (nacido el 27 de febrero de 1966) es un actor estadounidense de ascendencia osage , cherokee , irlandesa y filipina, conocido por interpretar a Buck Cross en The Young Riders (1989-1992) y a T. Hawk en Street Fighter The Movie (1994).

## Carrera profesional
Su papel más conocido como actor fue en la serie The Young Riders (1989–1992), en la que interpretó al mestizo kiowa Running Buck Cross durante las tres temporadas de la serie. Paradójicamente la popularidad de Gregg creció mientras su personaje fue perdiendo protagonismo en la serie. 
En 1992 protagonizó la película Ocean Tribe, que participó en el festival de Sundance con buenas críticas, pero que no fue distribuida en cine. En 1994 participó como T-Hawk en la adaptación del videojuego Street Fighter, junto a Jean-Claude Van Damme y Kylie Minogue. 
Apareció también con Mark Ruffalo en el cortometraje How does anyone get old? (1999).
En televisión no ha tenido más papeles protagonistas, pero participó como artista invitado en Walker, Texas Ranger y Promised Land.
Su trabajo como actor de doblaje ha sido mucho más prolífico y ha participado en numerosas series de animación como Gárgolas, La liga de la Justicia o La Joven Liga de la Justicia, y películas como Pocahontas II: Viaje a un Nuevo Mundo.
También ha trabajado tres temporadas como director artístico para America's Got Talent y  en American Idol - Idol Gives Back por el que fue nominado para el premio Primetime Emmy 2010 por su trabajo como Director de Arte.
Rainwater también fue cantante de la Warren Youth Chorale y llegó a hacer una gira por Inglaterra.